# 东泉镇 (柳城县)
东泉镇，是中华人民共和国广西壮族自治区柳州市柳城县下辖的一个乡镇级行政单位。

## 行政区划
东泉镇下辖以下地区：
东泉社区、西安社区、思江村、雷塘村、前屯村、碑塘村、大樟村、永安村、对河村、高田村、尖石村、莫道村、新龙村、青山村、洲村、螺田村、走马村、中段村、西安村、凉亭村、黄塘村和柳城华侨农场生活。